# Cá cược cuộc đời
Cá cược cuộc đời là một bộ phim truyền hình được thực hiện bởi Công ty Sóng Vàng và Senafilm do Nguyễn Minh Cao làm đạo diễn. Phim phát sóng vào lúc 20h00 từ Chủ Nhật đến thứ 5 hằng tuần, bắt đầu từ ngày 26 tháng 6 năm 2012 và kết thúc vào ngày 6 tháng 8 năm 2012 trên kênh HTV7.

## Nội dung
Cá cược cuộc đời xoay quanh vợ chồng Hoài Lê (Đức Hải) và Vỹ Dạ (Thân Thúy Hà) sinh sống, làm việc tại Canada. Tuy nhiên, Hoài Lê vẫn là cổ đông của ngân hàng SENA BANK do ba anh – ông Hoàng (NSƯT Hùng Minh) thành lập từ sau giải phóng miền Nam.

## Diễn viên
- Hùng Minh trong vai Ông Hoàng
- Minh Hạnh trong vai Cô Bảy
- Đức Hải trong vai Hoài Lê[3][4]
- Quốc Hùng trong vai Trần Hùng
- Trường Thịnh trong vai Minh Việt
- Đoàn Mai Phương trong vai Bà Phương
- Lê Bê La trong vai Trà
- Thân Thúy Hà trong vai Vỹ Dạ[5]
- Nguyệt Ánh trong vai Hoài Hương

Cùng một số diễn viên khác....

## Ca khúc trong phim
Bài hát trong phim là ca khúc "Anh còn nợ em" do Anh Bằng sáng tác và Quang Dũng thể hiện.

## Giải thưởng
| Năm  | Giải thưởng | Hạng mục                               | (Người) đề cử | Kết quả   | Tham khảo |
| ---- | ----------- | -------------------------------------- | ------------- | --------- | --------- |
| 2013 | HTV Awards  | Nữ diễn viên chính được yêu thích nhất | Lê Bê La      | Đoạt giải | [ 6 ]     |
| 2013 | HTV Awards  | Nữ diễn viên phụ được yêu thích nhất   | Nguyệt Ánh    | Đoạt giải | [ 6 ]     |